# 1995 en fantasy
| Années de la fantasy : 1992 - 1993 - 1994 - 1995 - 1996 - 1997 - 1998    |
| Décennies de la fantasy : 1960 - 1970 - 1980 - 1990 - 2000 - 2010 - 2020 |

L'année 1995 a été marquée, en matière de fantasy, par les événements suivants.